# Elisabeth Marie von Bayern

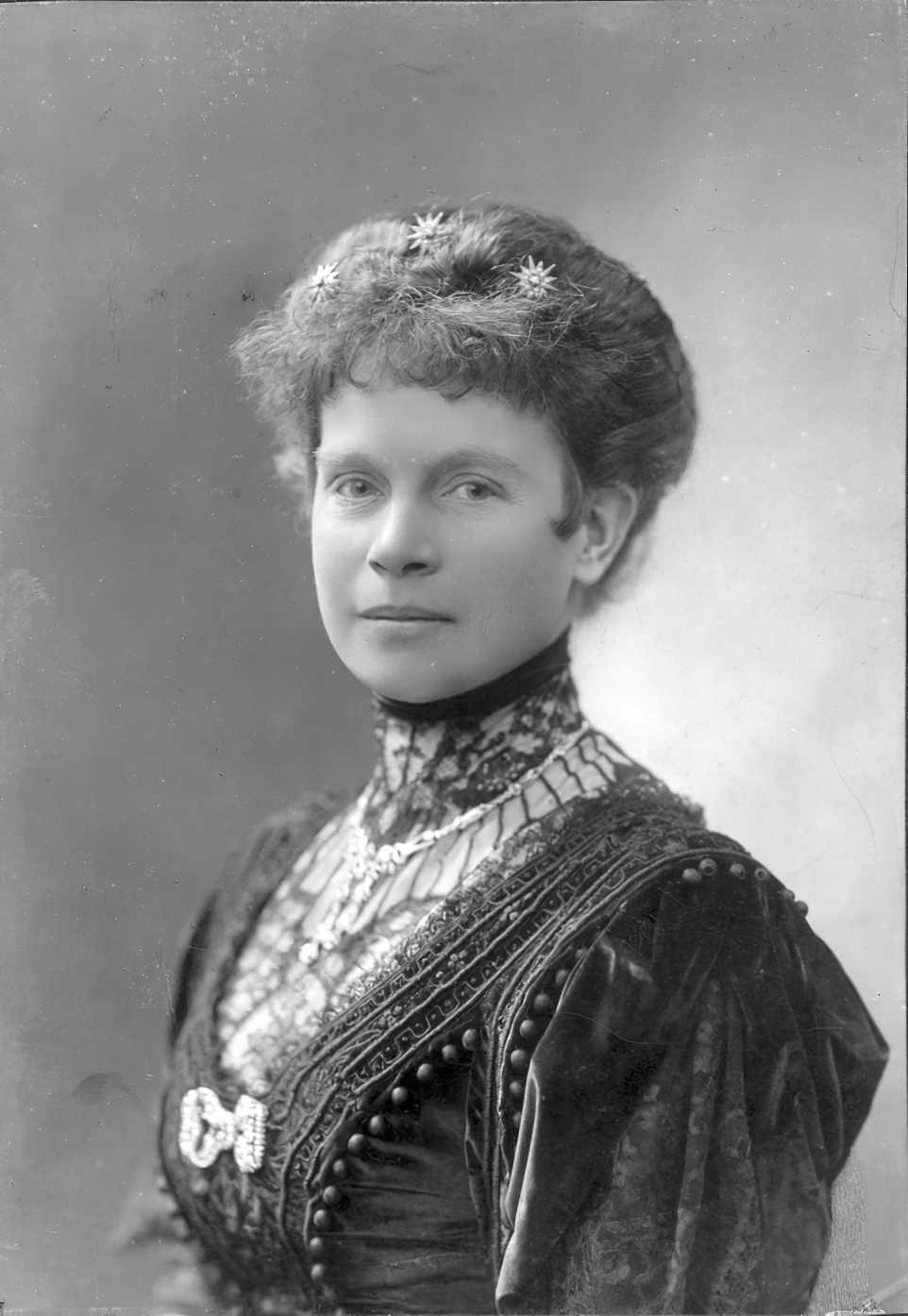
Prinzessin Elisabeth

Graf Otto Seefried, der Gatte von Prinzessin Elisabeth, als Hauptmann der k.u.k. Armee

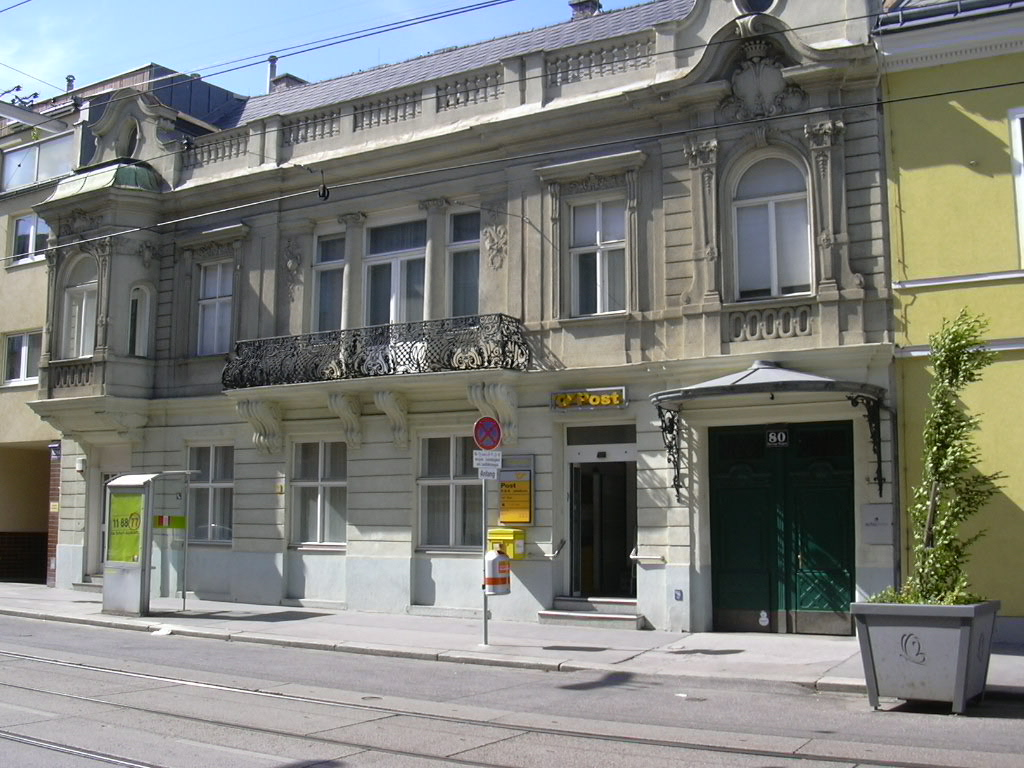
Der Wiener Wohnsitz Elisabeths im 13. Wiener Gemeindebezirk, Hietzinger Hauptstraße 80, wo sie anfangs des 20. Jh. von ihrem Großvater Franz Joseph I., der im nahen Schloss Schönbrunn wohnte, öfters besucht wurde. Heute befindet sich im Haus die Postfiliale 1132 Wien.

Prinzessin Elisabeth Marie Auguste von Bayern, verehelichte Gräfin Seefried auf Buttenheim (* 8. Jänner 1874 in München; † 4. März 1957 in Gresten), war deutsche Hochadelige und Enkelin des österreichischen Kaisers Franz Joseph I.

## Leben
Elisabeth war die erste Tochter von Prinz Leopold von Bayern und seiner Ehefrau Erzherzogin Gisela von Österreich. Zudem war sie das erste Enkelkind von Kaiser Franz Joseph I. und Kaiserin Elisabeth von Österreich.
Im November 1893 heiratete sie in Genua (Italien) heimlich den ihr nicht standesgemäßen evangelischen Freiherrn Otto Ludwig Philipp von Seefried auf Buttenheim (1870–1951), Enkel des erst 1817 nobilitierten bayerischen Generals und griechischen Kriegsministers Heinrich Christian von Schmaltz (1787–1865) und Urenkel des 1861 zum Grafen erhobenen Generals Ludwig von Deroy (1786–1864).
Elisabeths Vater und vor allem ihr Großvater, Prinzregent Luitpold, waren nicht mit der Heirat einverstanden. Es dauerte Jahre, bis sich das Verhältnis zum Vater wieder entspannte, was zum großen Teil der Fürsprache ihrer Mutter Gisela sowie ihres Großvaters Kaiser Franz Joseph zu verdanken war. Beide gaben dem Paar im Nachhinein ihren Segen und Franz Joseph schenkte dem Paar ein Schloss in der Nähe von Wien. Er ernannte Otto von Seefried zum Leutnant beim k.u.k. 1. Infanterie-Regiment in Troppau, Österreichisch-Schlesien, und erhob ihn 1904 in den Grafenstand. 1908 erbte Graf Seefried von der Dichterin Josefine von Knorr deren Schloss Stiebar in Gresten, Niederösterreich, das heute noch Sitz der Familie ist.
Dem alten Kaiser war seine Enkelin offenbar sympathisch; obwohl sie offiziell „nur mehr“ Gräfin war, besuchte er sie von seinem Alterssitz Schloss Schönbrunn aus in ihrem Wiener Wohnsitz in Unter-St.-Veit.
Elisabeths Ehe war glücklich und die beiden Eheleute bekamen fünf Kinder. Das erste Kind Gisela starb allerdings kurz nach der Geburt. Elisabeths Kinder und die Kinder ihrer Tante Marie Valerie hatten zusammen Tanz- und Reitunterricht.
Sie starb 1957 mit 83 Jahren und wurde auf dem Friedhof Gresten in Niederösterreich begraben.

## Nachkommen
- Gisela von Seefried auf Buttenheim (* 4. Januar 1895 in Troppau; † 19. Januar 1895 in Troppau)
- Elisabeth von Seefried auf Buttenheim (* 10. Juni 1897; † 4. August 1975)
- Auguste von Seefried auf Buttenheim (* 20. Juni 1899; † 21. Jänner 1978); ⚭ 1919 mit Prinz Adalbert von Bayern
- Marie Valerie von Seefried auf Buttenheim (* 20. August 1901; † 23. März 1972), ⚭ 1935 mit Wilhelm Otto von Riedemann, Enkel von Wilhelm Anton von Riedemann
- Franz-Joseph von Seefried auf Buttenheim (* 29. Juli 1904; † 15. Mai 1969)